# Радоња Петровић
Радоња Петровић (Косор, Кучи, 1670 — планина Јелица, Стари Влах, 1737), познат као Војвода Радоња биo је војвода племена Кучи.

## Биографија

### Порекло и титула
Радоњин отац Петар био је средње дете Војводе Илика Лалева и ту је титулу држао све до смрти, када ју је пренео свом брату, свештенику Мирчети. Радоња је тако наследио стрица Мирчета као војвода Куча, будући да је чукунунук Дрекалов, оснивача Дрекаловића.

### Ратник
Постао је вођа групе племена у данашњој источној Црној Гори (познатој као Брда) која су се заједно са хабзбуршким српским трупама борила против Османлија, а одобрена му је титула Гувернадура свих Брда од стране Венецијанаца, за које је управљао поштанским прометом са Османлијама.
Кнез-владика Василије у својој „Историји Црне Горе“ помиње га као једног од црногорских команданата, који су се под утицајем владике Данила 1711. године дигли на оружје.
У разговорима са аустријским представницима у селу Тешици код Ниша, који су одржани 24. јула 1737, Радоња и патријарх Шакабента обећали су фелдмаршалу Зекендорфу да ће мобилисати Горјане. Кучи би спремили 500 наоружаних људи, војвода Вуксан Војводић из Васојевића 200, војвода Тошко из Пипера 200 итд. Српски патријарх и Радоња позвали су митрополита Саву да се придружи рату против Османлија, али он је био под утицајем Венецијанске Републике и остао неактиван током рата.
Радоња је затражио од аустријског фелдмаршала да у случају да побуњеници победе, наставе у његовој служби. Док су трајали разговори, у Црној Гори је избио устанак.
Побуњеници Радоње и српске трупе, као и помоћна снага Станише Марковић - Млатишума, напали су локалне Муслимане.
Према плану Србије, требало је да заузму следећа места: Нови Пазар, Рожај, Бијело Поље и Пећ.
У исто време нападнут је и Бихор, где су српске јединице допрле до Годијева, у којем је смештен штаб српске војске у кући Мустафе Сијарића.
Радоња је чуо да ће Османлије у својим будућим акцијама прво напасти Жупљане, који су већ прешли на млетачку страну.
У исто време, Радоња је обавестио интенданта Котора Јеролима Бућа да је Дервиш-паши Ченгићу наређено да се са својом војском окрене из херцеговачког Сањака према Книну, који је требало да нападну; и тај везир-Мустафа-паша с војском других сањака и 4000 Татара, како је и планирано, скреће у правцу Задра.
Те информације су вероватно биле преувеличене.
Радоња је умро на планини Јелици 1737. године и тамо је сахрањен. 1766. његов син Григорије, који је постао нишки архимандрит, превезао је његове посмртне остатке и поново их сахранио у селу Бошњаце код Лесковца. У 2014. години поново је ексхумиран и сахрањен у свом рођеном селу Косор.
После његове смрти за војводу је изабран унук његова стрица Мирчета Мартин Поповић. Радоњини браћа и сестре и њихови потомци наставили су да носе презиме Петровић, док је његово потомство почело да носи презиме Радоњић.
О Радоњи постоје епске песме, попут „Устанак седморо Брда и Арбанаса”.